# コクトゥカクシノルム
コクトゥカクシノルム（꼭두각시놀음）は、朝鮮の伝統的な人形劇の1つである。

## 概要
男寺党という旅芸人が広場に仮設舞台を作って演じる。演目は1つだけしかないので、コクトゥカクシノルムは、人形劇というジャンル名であると同時に演目名でもある。コクトゥカクシ（꼭두각시、コクトゥ閣氏）は、登場人物の名前で、主人公の朴僉知（박첨지、パク・チョムジ）の妻の名前である。他に、トルモリチプ（덜머리집、朴僉知の妾）、洪同知（홍동지、ホン・トンチ）、イシミ（이시미、うわばみ、想像的動物）などが登場する。一貫したストーリーというより、8つの風刺的な短いコントの集合である。朝鮮の伝統的な人形劇には、これの他にパルタル（발탈）マンソクチュンノリ（망석중놀이）がある。

## ギャラリー

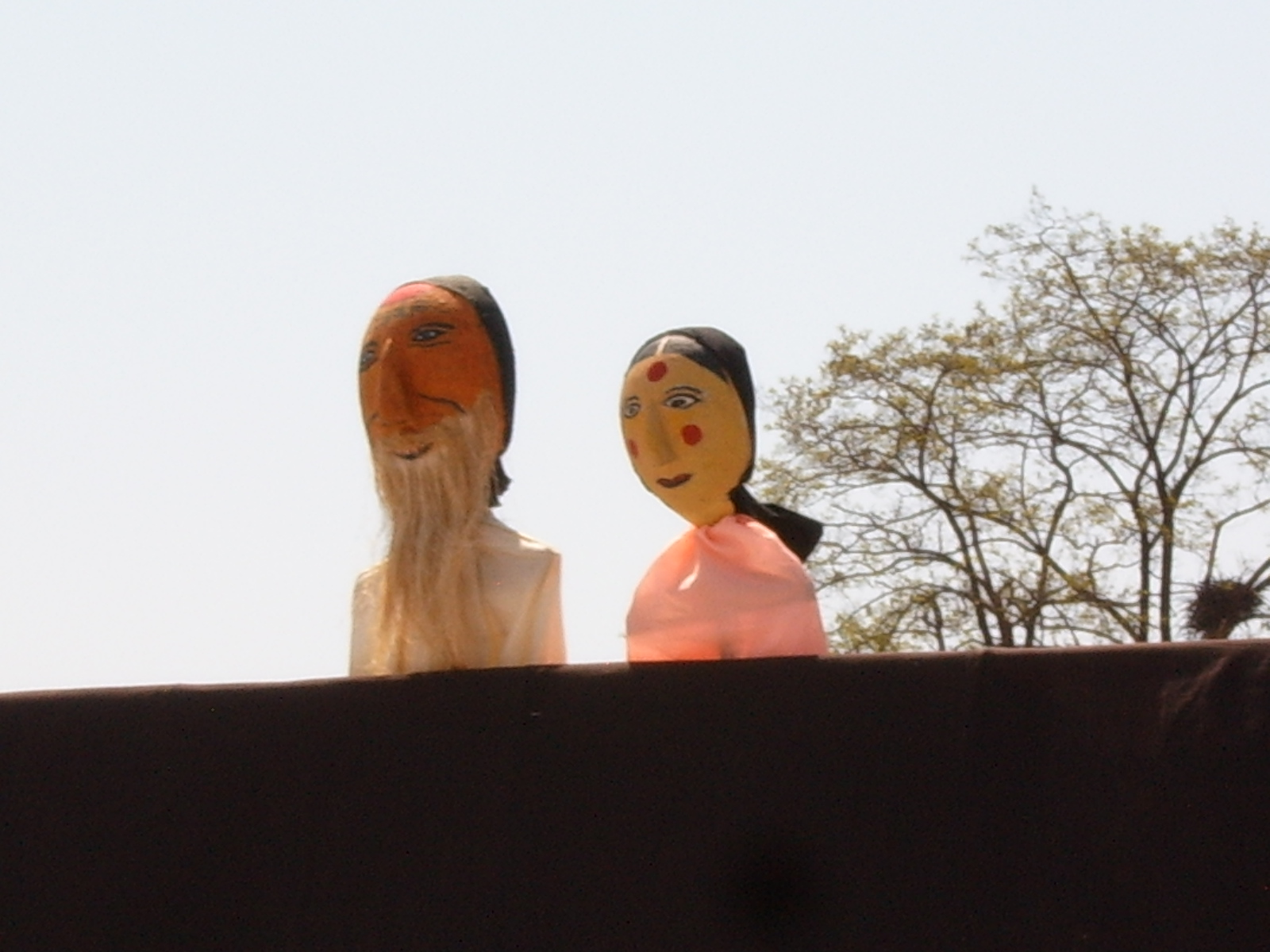
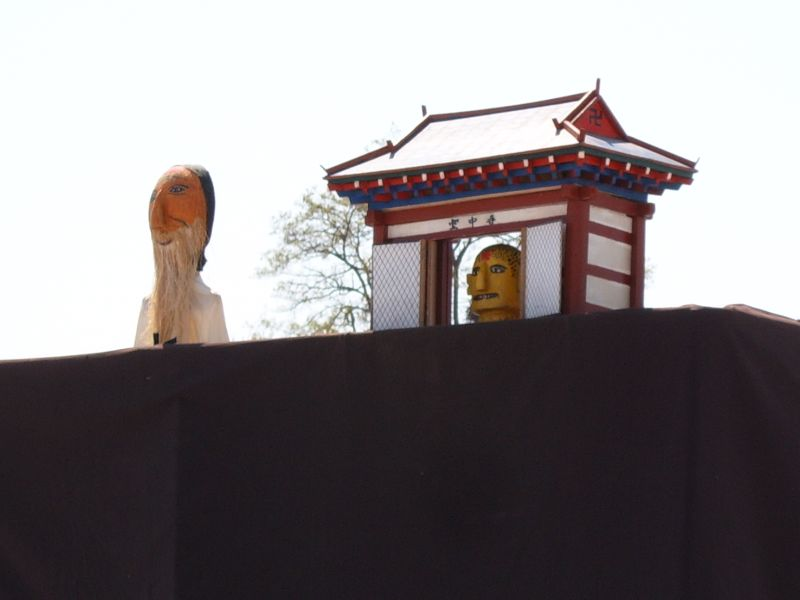
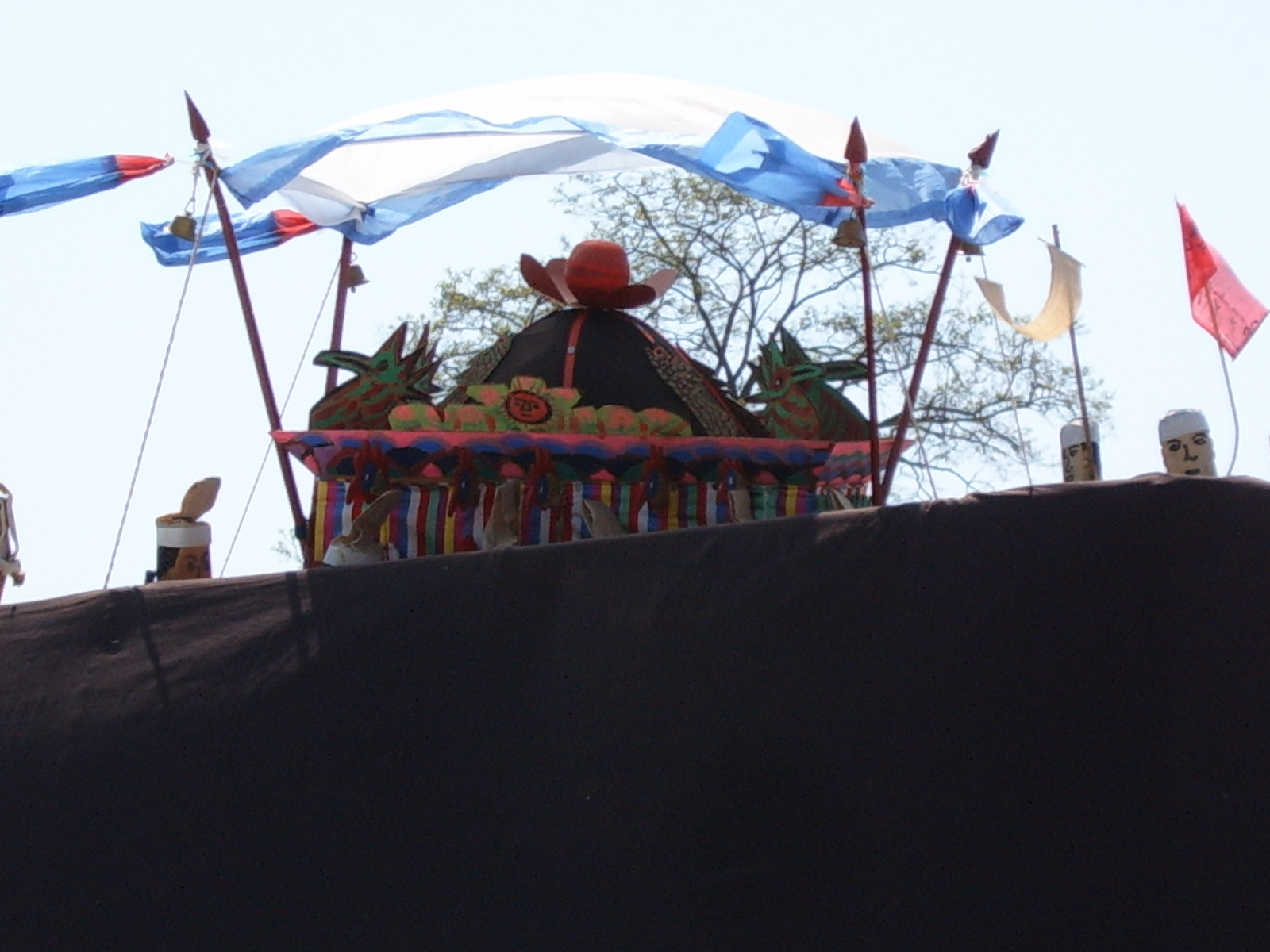
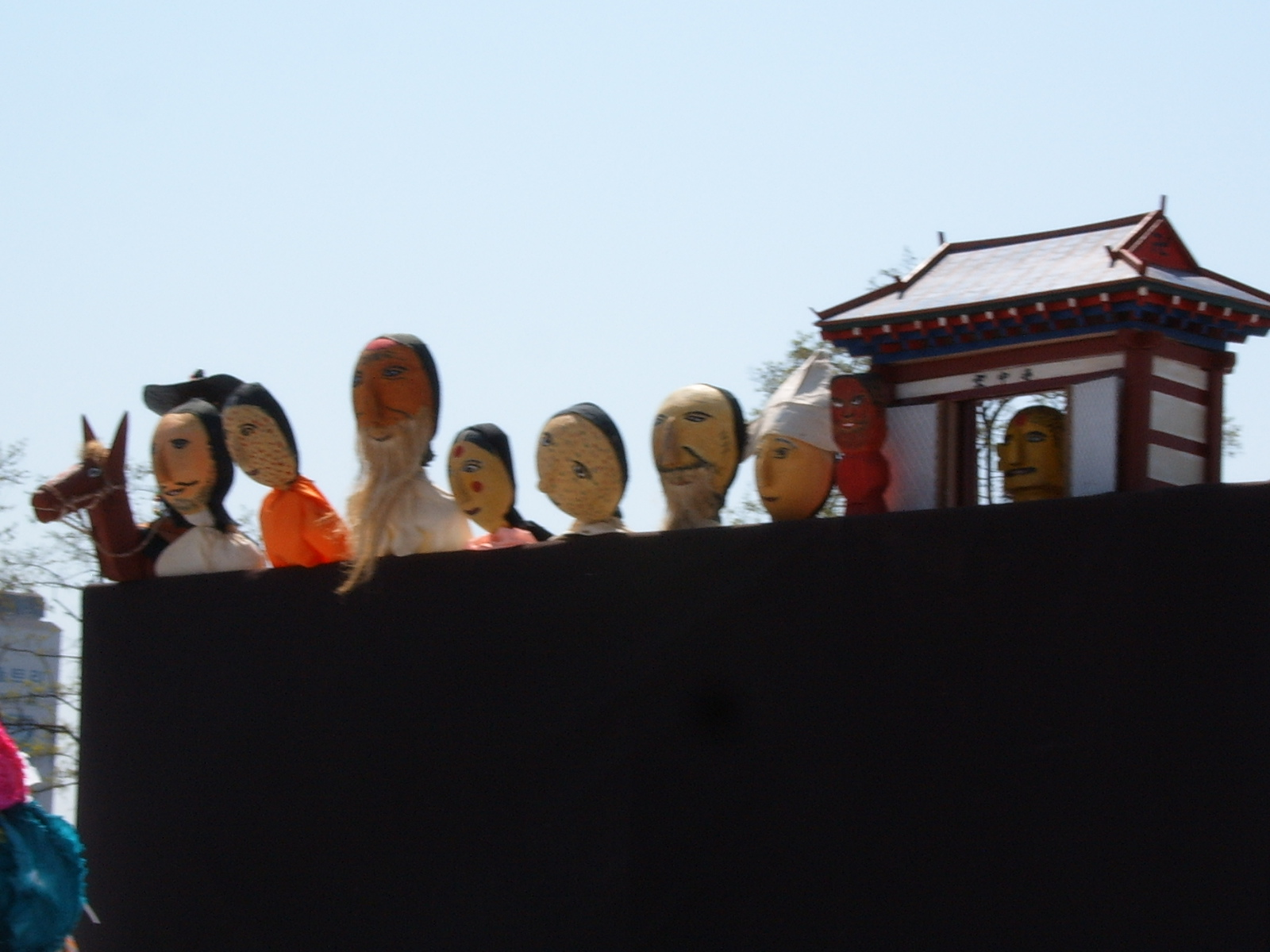
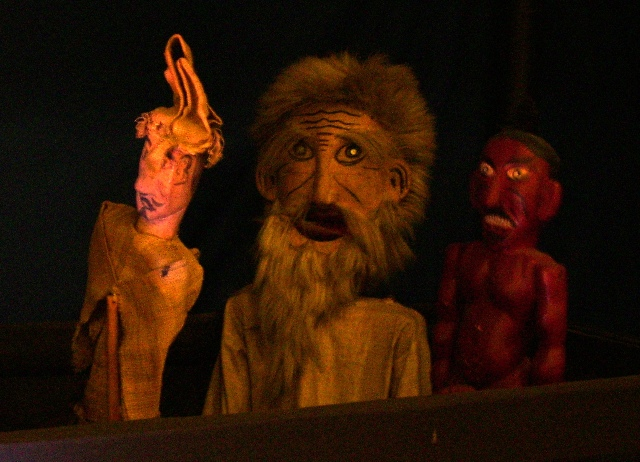